# Åryd (commune de Karlshamn)
Pour les articles homonymes, voir Åryd.
Åryd est une localité de la commune de Karlshamn, dans le comté de Blekinge, en Suède. En 2010, cette localité comptait 336 habitants.